# Alega
Alega est un village des samoa américaines se trouvant au sud-est de Tutuila. C'est un des villages les moins peuplés de cette île alors qu'il se trouve à l'est de Pago Pago la ville la plus peuplée de l'île.